# Рудка (притока Деревички)
Рудка — річка  в Україні, у Полонському  районі Хмельницької області. Ліва притока Деревички  (басейн Дніпра ).

## Опис
Довжина річки приблизно 7,5 км. Формується з багатьох безіменних струмків та водойм. Частково каналізована.  

## Розташування
Бере  початок на північному заході від Кустівців. Тече переважно на північний схід через Онацьківці і впадає у річку Деревичку, ліву притоку Случі.
Річку перетинає автомобільна дорога  Т 0612.